# 아메리슘
아메리슘(←영어: Americium 애머리시엄[*], 문화어: 아메리시움←독일어: Americium 아메리치움[*])은 방사능을 띄는 인공 원소로, 원소 기호는 Am (←라틴어: Americium 아메리키움[*]), 원자 번호는 95이다. 주기율표에서 란타넘족 원소인 유로퓸 아래에 악티늄족 계열에 위치한 초우라늄 원소이며, 아메리카의 이름을 따서 명명되었다.
아메리슘은 맨해튼 프로젝트의 일부로, 1944년 캘리포니아 버클리의 글렌 T. 시보그와 그의 팀이 시카고 대학교 금속 연구소에서 처음 생산했다. 초우라늄 계열에서 세 번째 원소이지만 아메리슘보다 무거운 퀴륨 이후에 네 번째로 발견되었다. 아메리슘의 발견은 비밀로 유지되었고 1945년 11월에서야 대중에게 공개되었다. 대부분의 아메리슘은 우라늄 또는 플루토늄을 중성자와 원자로에서 충돌시켜 생성된다. 아메리슘은 이온화식 연기 감지기, 중성자 발생원 등에 널리 사용된다. 이성질핵 242mAm은 원자력 전지, 원자력 추진 연료와 같은 것으로 사용되는 것도 제안이 되었지만, 아직까지는 이 이성질핵의 희소성과 높은 가격에 의해 이런 용도로는 사용되지 않고 있다.
아메리슘은 방사성을 띈 은색의 부드러운 금속이다. 가장 흔한 동위 원소는  241Am 과 243Am이다. 화합물에서 아메리슘의 일반적인 산화수는 +3으로 가정하지만, +2에서 +7까지의 사이에 있는 다양한 산화 상태가 알려져 있으며, 각각의 흡광도의 차를 이용해 식별할 수 있다. 고체 아메리슘과 그 화합물의 브라베 격자는 알파 입자의 자가 조사에 의해 유도된 메타믹트화로 인해 시간이 지남에 따라 축적되는 작은 고유 방사성 결함을 포함한다. 이는 시간이 지남에 따라 일부 물질의 특성의 변화를 일으킬 수 있다.

## 역사

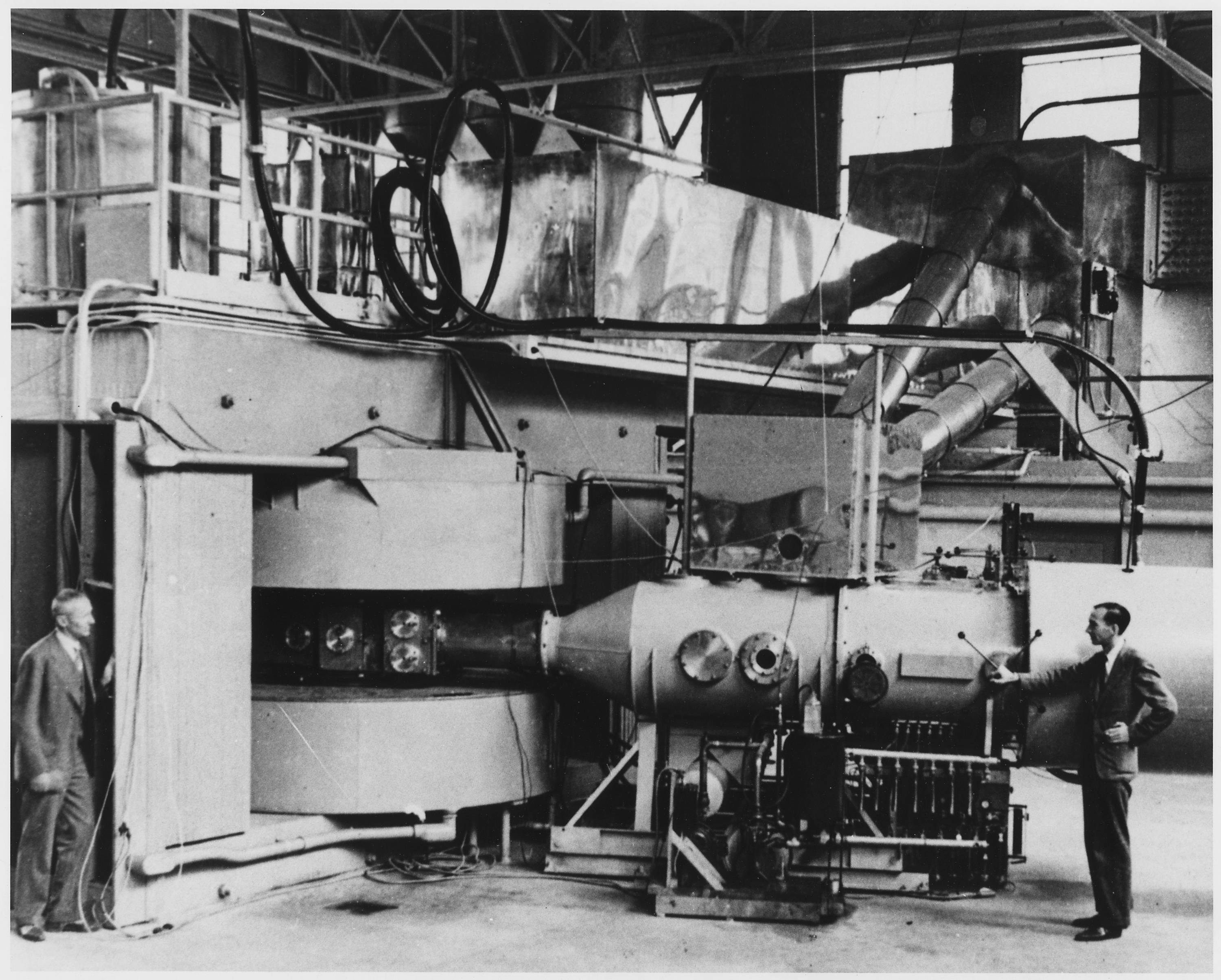
1939년 8월 버클리 캘리포니아 대학교 로렌스 방사선 연구소의 60인치 사이클로트론.

아메리슘은 이전의 핵 실험에서 만들어졌을 가능성이 있지만, 1944년 늦가을 버클리의 캘리포니아 대학교에서 글렌 T. 시보그, 레온 O. 모건, 랄프 A. 제임스, 앨버트 기오소에 의해 처음으로 인위적으로 합성, 분리 및 확인되었다. 이들은 버클리 캘리포니아 대학교에 있는 60인치 사이클로트론을 사용했다. 이 원소는 시카고 대학의 야금 연구소(현 아르곤 국립 연구소)에서 화학적으로 확인되었다. 아메리슘보다 가벼운 넵투늄, 플루토늄, 아메리슘보다 무거운 퀴륨에 이어 아메리슘은 네 번째로 발견된 초우라늄 원소였다. 그 당시 주기율표는 시보그에 의해 란타넘족 원소 아래 악티늄족 계열이 포함된 현재와 같은 배치로 재구성되었을 때이다. 이로 인해 아메리슘은 란타넘족 원소인 유로퓸 바로 아래에 위치하게 되었다. 이때 아메리슘이 아메리카의 이름을 따서 명명되었다.
이 새로운 원소는 복잡한 다단계 공정을 통해 산화물에서 분리되었다. 먼저 질산 플루토늄-239(239PuNO3) 용액을 약 0.5 cm2 면적의 백금박에 코팅한 뒤, 용액을 증발시켜 이산화 플루토늄(PuO2)으로 전환시켰다. 사이클로트론을 이용한 조사 후, 백금박의 코팅을 질산으로 녹인 후 진한 암모니아 수용액을 사용하여 수산화물로 침전시켰다. 그 뒤 잔류물을 과염소산에 용해시켰다. 추가 분리는 이온 교환에 의해 수행되며, 퀴륨의 특정 동위원소를 생성한다. 퀴륨과 아메리슘을 분리하는 것은 매우 힘든 일이었기에 버클리 그룹에서는 처음에 아메리슘을 그리스어로 ‘아수라장’을 뜻하는 ‘pandaimonion’를 따서 판데모늄(pandemonium)으로, 그리고 퀴륨은 라틴어로 ‘미친’을 뜻하는 ‘deliriare’를 따서 델리리움(delirium)으로 불렸다.
초기 실험에서는 241Am, 242Am, 239Am, 238Am의 네 가지 아메리슘 동위원소가 생성되었다. 241Am은 플루토늄이 중성자 2개를 흡수한 뒤 직접적으로 얻어졌다. 이는 알파 입자를 방출하며 237Np로 붕괴되었다. 이 붕괴는 반감기가 처음에는 510±20년으로 결정되었으나, 이후 432.2년으로 수정되었다.
{\displaystyle _{94}^{239}\mathrm {Pu} \ {\xrightarrow[{}]{(n,\gamma )}}\ _{94}^{240}\mathrm {Pu} \ {\xrightarrow[{}]{(n,\gamma )}}\ _{94}^{241}\mathrm {Pu} \ {\xrightarrow[{14.35\ \mathrm {yr} }]{\beta ^{-}}}\ _{95}^{241}\mathrm {Am} \ {\Biggl (}{\xrightarrow[{432.2\ \mathrm {yr} }]{\alpha }}\ _{93}^{237}\mathrm {Np} {\Biggr )}}
 시간은 반감기를 나타낸다.

두 번째 동위원소인 242Am은 이미 생성된 동위원소인 241Am을 중성자로 포격하여 생성하였다. 베타 붕괴가 빠르게 진행되며 242Am은 이전에 발견된 퀴륨의 동위원소인 242Cm으로 전환된다. 이 붕괴의 반감기는 처음에 17시간으로 설정되었으며, 이는 현재 사용하는 값인 16.02시간에 비슷했다.
{\displaystyle _{95}^{241}\mathrm {Am} {\xrightarrow[{}]{(n,\gamma )}}\ _{95}^{242}\mathrm {Am} \ {\Biggl (}{\xrightarrow[{16.02\ \mathrm {yr} }]{\beta ^{-}}}\ _{96}^{242}\mathrm {Cm} {\Biggr )}}

1944년에 이루어진 아메리슘과 퀴륨의 발견은 제2차 세계대전 때 수행된 미국의 원자탄 개발 연구인 맨해튼 계획과 밀접하게 연관되어 있어서 비밀로 숨겨져 있었으며, 종전 후인 1945년에 비밀이 해제되었다. 시보그는 이 원소들의 발견을 미국의 어린이 라디오 퀴즈 쇼 Quiz Kids에서 처음으로 공개하였으며, 5일 후인 1945년 11월 11일에 미국화학회 모임에서 공식적으로 발표하였다.  아메리슘 동위원소 241Am 및 242Am이 발견된 후 이것들의 생산 및 화합물은 시보그만을 발명자로 등록하여 특허를 받았다.초기 아메리슘 샘플은 매우 적어서 눈으로 보기 어려웠고, 이가 방출하는 방사능으로 식별할 수 있었다. 1951년에는 1100℃, 고진공에서 AmF3 를 바륨 금속으로 환원시켜 금속 아메리슘을 처음 얻었는데, 그 양은 40~200밀리그램 정도이었다.

## 발생

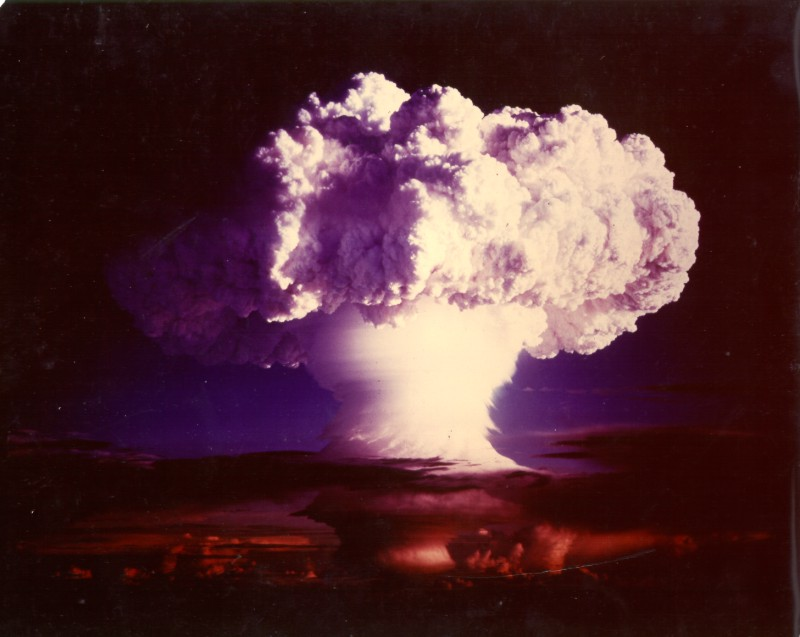
아메리슘은 아이비 마이크 핵실험의 잔해에서 검출되었다.

가장 수명이 길고 가장 흔한 아메리슘 동위원소인 241Am과 243Am은 각각 432.2년과 7,370년의 반감기를 가진다. 이는 지구가 형성되는 동안 존재했던 모든 아메리슘은 붕괴되었다는 것을 알려준다. 소량의 아메리슘은 핵 반응의 결과로 우라늄 광석에서 자연적으로 발생했을 것으로 예상하지만 이는 확인되지 않았다.
현존하는 아메리슘은 1945년부터 1980년 사이에 실시된 대기권 핵실험이 진행된 곳이나 체르노빌 원자력 발전소 사고와 같은 핵 사고가 발생한 지역에 집중되어 있다. 예를 들어, 미국 최초의 수소 폭탄인 아이비 마이크의 실험 장소(1952년 11월 1일, 에네웨타크 환초)에서의 잔해 분석 결과, 아메리슘을 포함한 다양한 악티늄족 원소들이 고농도로 검출되었으나, 군사 기밀로 알려지지 않다가 1956년에 발표되었다. 1945년 7월 16일 플루토늄을 기반한 트리니티 핵실험 이후 뉴멕시코주 앨라모고도 근처의 사막에 남아 있는 잔여물인 트리니타이트에는 아메리슘-241의 흔적이 있다. 1968년 그린란드에서 수소폭탄 4개를 실은 미국 보잉 B-52 폭격기 추락 사고 현장에서도 아메리슘이 확인되었다.
다른 지역에서는 아메리슘으로 인한 토양의 평균 방사능이 약 0.01pCi/g(0.37 mBq/g)에 불과하다. 대기 중의 존재하는 아메리슘 화합물은 일반적인 용매에 잘 용해되지 않으며 대부분 토양 입자에 붙는다. 토양 분석 결과 모래 입자의 아메리슘 농도가 물에서의 농도보다 약 1,900배 높은 것으로 나타났고, 이는 토양의 종류 중 하나인 롬에서 더욱 높게 나타났다.
아메리슘은 대부분 연구 목적으로 인위적으로 소량 생산된다. 사용후핵연료 1톤에는 약 100그램의 아메리슘 동위원소가 포함되어 있으며, 대부분  241Am이나 243Am이다. 이 동위원소는 장기간 방사능을 띄기에 폐기하기에 적합하지 않아, 다른 반감기가 긴 악티늄족 원소와 함께 다른 방법으로 폐기해야 한다. 여기에 절차는 아메리슘을 분리한 뒤 특수한 원자로에서 중성자로 포격을 해 반감기가 짧은 원소로 변환시키는 핵변환이라 부르는 여러 단계를 포함한다. 하지만 이 과정은 아직 아메리슘을 위해 개발되지 않았다.아메리슘에서 페르뮴까지의 초우라늄 원소는 오클로 천연원자로에서 자연적으로 발생했었지만 더 이상 발생하지 않는다.
아메리슘은 프지빌스키의 별(HD 101065)에서 발견된 원소 중 하나이다.

## 합성 및 추출

### 동위원소의 핵합성

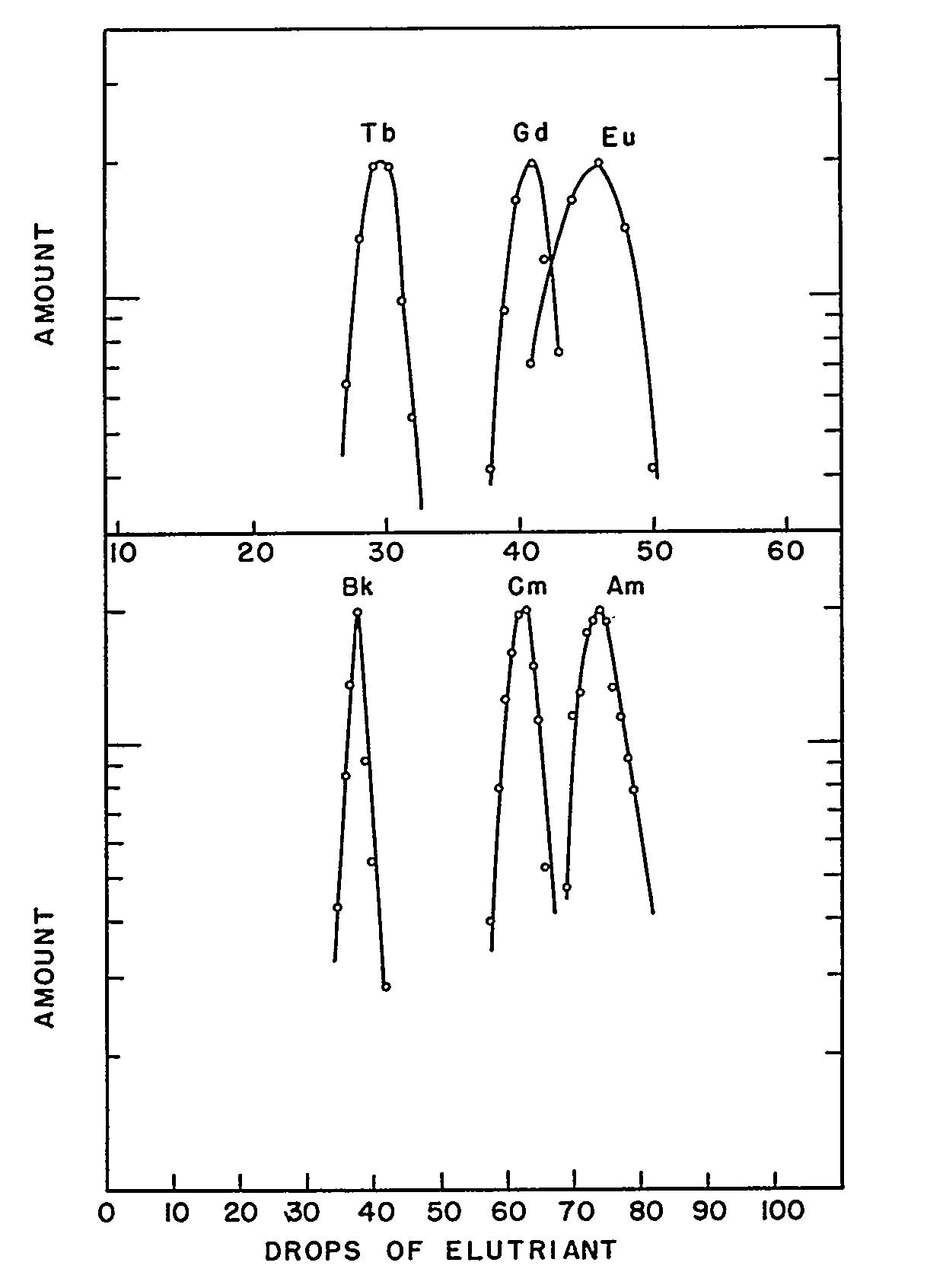
란타넘족 Tb, Gd 및 Eu와 해당하는 악티늄족 Bk, Cm 및 Am 사이의 유사성을 나타내는 크로마토그래피 용출 곡선.

아메리슘은 수십년 동안 원자로에서 소량으로 생산되었으며 현재  241Am 과 243Am 동위원소는 몇 킬로그램이 축적되었다. 그럼에도 매우 복잡한 분리 절차로 인해 1962년 처음 판매된  241Am의 가격인 그램당 약 US$1,500(US$43,000/oz)과 현재 금액은 거의 변함이 없다. 241Am보다 무거운 동위원소인 243Am은 훨씬 적은 양이 생산되어 분리하기가 더욱 어렵다. 그러하여 그램당 100,000~160,000US$(140,000,000~230,000,000₩)으로 팔린다.
아메리슘은 우라늄에서 직접 합성되는 것이 아니라 플루토늄의 동위원소 239Pu에서 합성된다. 239Pu는 다음 과정에 따라 먼저 생성된다.
{\displaystyle _{92}^{238}\mathrm {U} {\xrightarrow[{}]{(n,\gamma )}}\ _{92}^{239}\mathrm {U} \ {\xrightarrow[{23.5\ \mathrm {min} }]{\beta ^{-}}}\ _{93}^{239}\mathrm {Pu} \ {\xrightarrow[{2.3565\ \mathrm {d} }]{(n,\gamma )}}\ _{94}^{239}\mathrm {Pu} }
239Pu가 2개의 중성자를 흡수하는 (n, γ)반응을 거친 뒤, 베타붕괴를 하게 되면  241Am이 된다.
{\displaystyle {\ce {^{239}_{94}Pu->[\mathrm {2(n,\gamma )} ]\ _{94}^{241}Pu->[\beta ^{-}][14.35\ \mathrm {yr} ]\ _{95}^{241}Am}}}
사용후핵연료에 존재하는 플루토늄의 12%는 241Pu이다. 241Pu는 241Am으로 베타 붕괴되기 때문에 연료에서 241Pu를 추출해  241Am을 생성하는 데 사용할 수 있다. 그러나 이 과정은 다소 느리다. 241Pu의 원래 양의 절반은 약 15년 후에  241Am으로 붕괴하고  241Am 양은 70년 후에 최대치에 도달한다.
얻어진  241Am은 원자로에서 중성자를 쪼여 더 무거운 아메리슘 동위원소를 생성하는 데 사용할 수 있다. 경수로에서는 241Am의 79%는 242Am으로, 10%는 242mAm으로 전환된다.
{\displaystyle {\begin{cases}79\%:&\mathrm {^{241}_{95}Am{\xrightarrow[{}]{\mathrm {(n,\gamma )} }}\ _{95}^{242}Am} \\10\%:&\mathrm {^{241}_{95}Am{\xrightarrow[{}]{\mathrm {(n,\gamma )} }}\ _{95}^{242m}Am} \end{cases}}}
242Am의 반감기는 16시간밖에 되지 않아 242Am을 243Am으로 변환하는 것은 매우 비효율적이다. 대신 243Am은 239Pu를 큰 중성자속(φ, Neutron flux) 안에서 4개의 중성자를 흡수하는 다음과 같은 과정으로 생성된다.
{\displaystyle {\ce {^{239}_{94}Pu->[\mathrm {4(n,\gamma )} ]\ _{94}^{243}Pu->[\beta ^{-}][4.956\ \mathrm {h} ]\ _{95}^{243}Am}}}

### 아메리슘 금속의 생성
대부분의 합성 과정은 아메리슘의 동위원소를 분리할 수 있는 산화물 형태의 다양한 악티늄족 동위원소 혼합물을 생성한다. 일반적으로 사용한 원자로 연료(예: 혼합 산화물 연료)는 질산에 용해된 뒤, 우라늄과 플루토늄은 트리부틸포스페이트를 녹인 용액을 사용한 퓨렉스(PUREX, 플루토늄 - 우라늄 추출(Plutonium - URanium EXtraction))를 통해 제거된다. 수용액 층에 남아있는 아메리슘을 비롯한 악티늄족 원소와 란타넘족 원소는 트리뷰틸포스페이트 화합물을 포함한 용매로 추출한 후 용매를 증발시키면 +3가 상태의 혼합물로 얻어진다. 여기서 적절한 시약을 사용한 여러 단계의 크로마토그래피와 원심분리 과정을 통해 아메리슘 화합물을 분리한다. 아메리슘의 용매 추출에는 많은 노력이 들어갔다. 예를 들어, 2003년 EU가 후원한 코드네임 "EUROPART" 프로젝트에서는 트리아진을 포함한 가능성이 있는 추출제를 연구하였다. 2009년에 BTBP가 제안되었는데, 이러한 시약은 아메리슘(또한 퀴륨)에 대해 매우 선택적이기 때문이다. 아메리슘과 퀴륨의 분리는 탄산수소나트륨의 수산화물 혼합물을 높은 온도에서 오존으로 처리함으로써 달성할 수 있다. Am과 Cm은 대부분 +3 원자가 상태의 용액에 존재한다. 퀴륨은 변하지 않는 반면, 아메리슘은 가용성 Am(IV) 복합체로 산화되어서 씻어낼 수 있는 상태가 된다.
금속 아메리슘은 아메리슘 화합물으로부터 환원되어 얻어진다. 플루오린화 아메리슘(III)는 이 목적을 위해 처음 사용되었다. 반응은 바륨을 환원제로 하여 탄탈럼과 텅스텐으로 이루어진 장치 내부의 물과 산소가 없는 환경에서 실시되었다.
{\displaystyle {\ce {\mathrm {2\ AmF_{3}\ +\ 3\ Ba\ \longrightarrow \ 2\ Am\ +\ 3\ BaF_{2}} }}}
다른 방법으로는 란타넘이나 토륨을 사용해 이산화 아메리슘을 환원하는 것이 있다.
{\displaystyle \mathrm {3\ AmO_{2}\ +\ 4\ La\ \longrightarrow \ 3\ Am\ +\ 2\ La_{2}O_{3}} }

## 물리적 성질

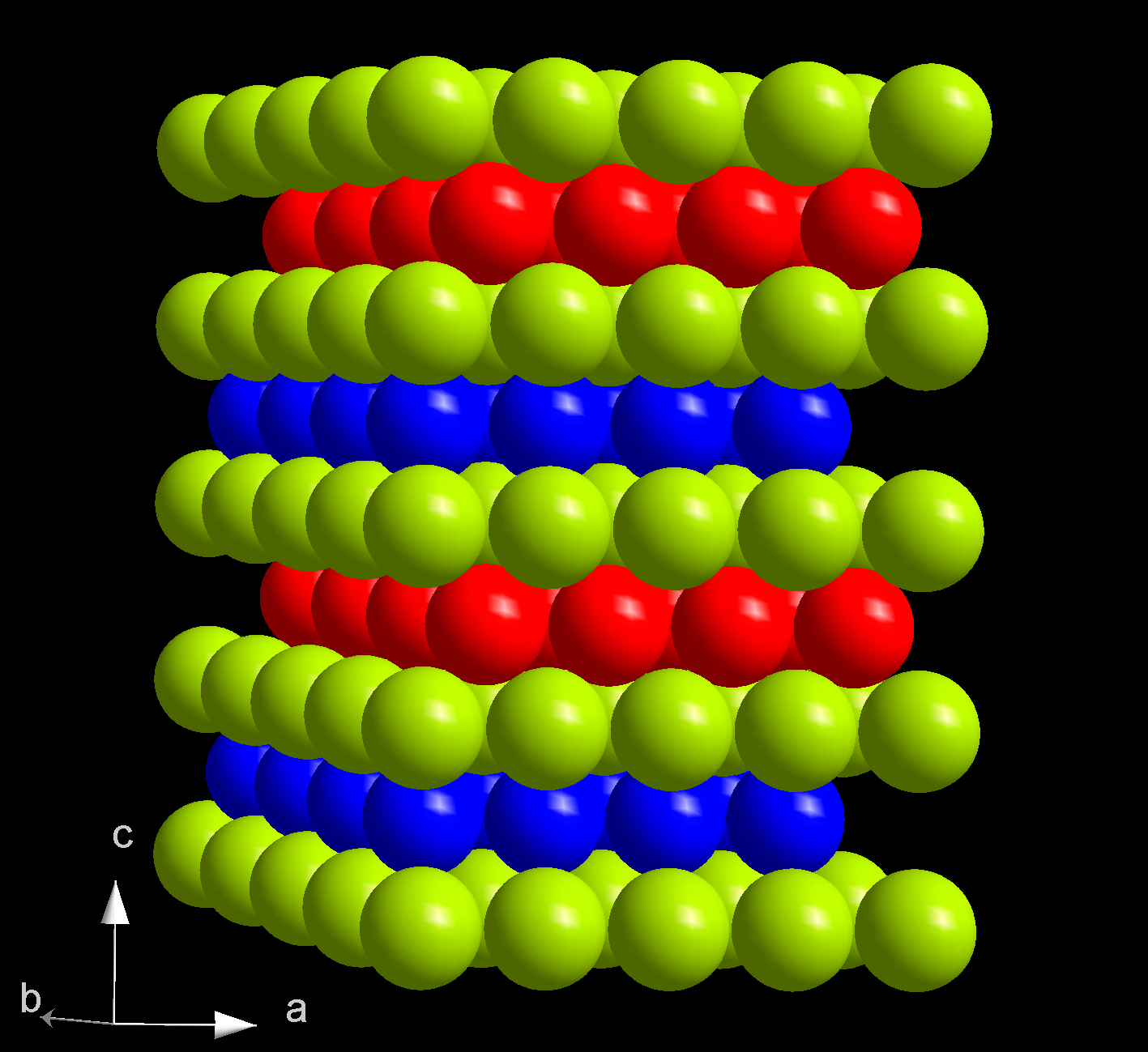
α-아메리슘(A: 녹색, B: 파란색, C: 빨간색)의 ABAC순서의 이중육각밀집 결정구조

주기율표에서 아메리슘은 플루토늄과 퀴륨 사이, 유로퓸                                                                                                                                                                                                                                                              아래에 위치하며 유로퓸과 많은 물리·화학적 성질을 공유한다. 아메리슘은 방사성 원소이다. 아메리슘은 광택이 나는 은백색 금속인데, 공기 중에서 느리게 산화되며 표면이 흐려진다. 밀도는 12 g/cm3이기에 퀴륨(13.52 g/cm3)과 플루토늄(19.8 g/cm3)보다는 밀도가 낮지만 유로퓸(5.264 g/cm3)보다는 높다. 이는 원자량이 더 크기 때문이다. 아메리슘은 비교적 무르고 쉽게 구부릴 수 있으며 악티늄족에서 자신의 원자번호 앞에 있는 토륨, 프로트악티늄, 우라늄, 넵투늄, 플루토늄보다 작은 부피 탄성 계수를 갖는다. 녹는점은 1173 °C로 플루토늄(639 °C)과 유로퓸(826 °C)보다 크지만 퀴륨(1340 °C)보다 낮다.
1기압, 실온 상태에서는 아메리슘은 가장 안정한 상인 α-형을 이루는데, 이는 육방정계 구조를 가지며 P63/mmc 공간군을 가지고, 단위세포에 원자는 4개, 격자 상수는 a = 346.8 pm, c = 1124 pm이다. 이 결정의 구조는 ABAC순서의 이중육각밀집 구조를 가진다. 이 구조는 α-란타넘이나, α-퀴륨과 같은 일부 악티늄족 원소에서도 발견된다. 아메리슘 결정의 구조는 온도와 압력의 변화에 따라 변화한다. 실온에서 압력을 5 GPa로 늘리면 α-아메리슘은 β-형으로 변하게 되고, 이는 면심 입방 격자(fcc)를 가지며 Fm3m 공간군을 가지며 격자상수는 a = 489 pm이다. 이 면심 입방 격자는 가장 밀집하게 ABC순서로 배열할 때 구조와 동일하다. 압력을 23 GPa로 늘리면 아메리슘의 구조는 α-우라늄과 비슷한 형태의 사방정계 구조인 γ-형으로 변한다. 10에서 15 GPa 사이에서 단사정계가 나타나는 것을 제외하고는 52 GPa까지 더 이상의 전이는 관찰되지 않는다. 이 단계의 상태에 대한 기록은 서로 일관적이지 않으며, α와 β, γ 단계도 I, II 및 III로 나열하는 경우가 있다. β-γ 구조 전이에서는 부피가 6%가 감소한다. 이론상으로는 α-β 구조 전이에서도 부피 변화가 예상되지만, 실험으로 관찰된 바는 없다. α-β 구조 전이가 일어나기 위해 필요한 압력은 온도가 증가함에 따라 줄어든다. 표준 압력에서 α-아메리슘을 가열할 때, 770 ℃에서 β-아메리슘과 다른 면심입방 구조로 변하고, 1075 ℃에서는 체심입방 구조로 변하게 된다. 그러하여 아메리슘의 압력-온도 상평형 그림은 란타넘과 프라세오디뮴, 네오디뮴의 것과 비슷하다.
다른 악티늄족 원소와 마찬가지로 아메리슘에서는 알파 입자 조사로 인한 결정 구조의 자체 손상이 발생한다. 생성된 침입형 결함의 이동성은 X선 회절 피크의 확대에 의해 상대적으로 낮다. 이 효과는 아메리슘의 온도와 전기저항과 같은 일부 특성을 다소 불확실하게 만든다. 따라서, 아메리슘-241의 경우, 4.2K에서의 저항은 40시간 후 약 2 µOhm·cm에서 10 µOhm·cm까지 시간에 따라 증가하며, 140시간 후 약 16 µOhm·cm에서 포화상태에 도달한다. 이 효과는 방사선 결함의 파괴로 인해 실온에서 덜 두드러진다. 낮은 온도에서 몇 시간 동안 보관된 샘플을 실온으로 가열하면 저항이 돌아온다. 새로운 샘플에서 저항은 액체 헬륨에서 약 2 µOhm·cm에서 상온에서 69 µOhm·cm로 점차 증가하는데, 이 변화은 넵투늄, 우라늄, 토륨, 프로트악티늄의 변화와 유사하지만, 60 K까지 빠른 증가를 보이는 플루토늄과 퀴륨과는 다르다. 아메리슘의 실온일 때의 값은 넵투늄, 플루토늄, 퀴륨보다 낮지만 우라늄, 토륨 및 프로트악티늄보다 높다.
아메리슘은 액체 헬륨의 온도에서나 실온, 또는 그 이상의 넓은 온도 범위에서 상자성을 띤다. 이 행동은 52K에서 반강자성 전이를 가진 퀴륨과는 확연히 다르다. 아메리슘의 열팽창 계수는 약간의 비등방성이 있어, 짧은 a축은 (7.5±0.2)×10-6/°C이며, 긴 육각형 형태의 c축은 (6.2±0.4)×10−6 /°C에 달한다. 표준 조건에서 염산에 아메리슘 금속을 용해시키는 엔탈피는 −620.6±1.3 kJ/mol이며, 여기서 Am3+이온의 표준 생성 엔탈피 변화(ΔfH°)는 −621.2±2.0 kJ/mol이다. 표준 전위 Am3+/Am0은 −2.08±0.01 V이다.

## 화학적 성질
아메리슘 금속은 산소와 쉽게 반응하고, 산에 잘 녹으며 알칼리에 안정하다. 아메리슘의 가장 안정적인 산화수는 +3이다. Am(III)의 화학적 성질은 란타넘족(III)의 성질과 많은 유사점이 있다. 예를 들면 3가 아메리슘은 플루오린화염, 옥살산염(수산염), 수산화염, 인산염 등의 다양한 염을 만든다. 산화수가 2,4,5,6,7인 아메리슘이 포함되는 화합물도 연구되었다.  그러기에 아메리슘은 악티늄족 원소중에서 가장 광범위하게 연구된 원소이다. 수용액 상태에서 아메리슘 화합물의 색은 다음과 같다: Am3+(황적색), Am4+(황적색), AmV
O+
2(노란색), AmVI
O2+
2(갈색), AmVII
O5−
6(암녹색). 흡광 스펙트럼에서는 피크가 나타나는데, 이는 가시광선과 근적외선 영역에서 일어난 f-f 전이 때문이다. 일반적으로 Am(III)의 최대 흡수 파장은 ca. 504와 811 nm에서, Am(V)는 ca. 514와 715 nm, Am(VI)은 ca. 666과 992 nm에서 나타난다.
산화수 +4 이상의 아메리슘 화합물은 강한 산화제로, 산성 용액에서는 과망가니즈산 이온(MnO−
4)과 강도가 비슷하다. Am4+ 이온은 수용액에서 불안정하며 Am3+로 쉽게 전환되는 반면, 강력한 산화제와 Am(III)를 사용해 생성될 수 있다. 이산화 아메리슘(AmO2)과 플루오린화 아메리슘(IV)(AmF4)와 같은 화합물을 이루면 고체 상태에서 안정하게 된다.
5가 아메리슘은 1951년에 처음 관찰되었다. 산성 수용액에서 AmO+
2 이온은 불균등화 반응에 의해 불안정하다. 그러하여
{\displaystyle {\ce {3[AmO_{2}]^{+}\ +\ 4H^{+}\ ->\ 2[AmO_{2}]^{2+}\ +\ Am^{3+}\ +\ 2H_{2}O}}}
반응은 일반적이다. 초기에 산화 상태 +6 및 +4에 대한 불균등화 반응은 다음과 같이 가정할 수 있다.
{\displaystyle {\ce {2Am(V) -> Am(VI) + Am(IV)}}}

Am(V)과 Am(VI)의 화학적 성질은 이와 동일한 산화수의 우라늄의 화학적 성질과 비슷하다. 특히, Li
3AmO
4와 Li
6AmO
6 같은 화합물은 우라네이트와 유사하고, AmO2+
2은 우라닐 이온 UO2+
2와 유사하다. 사용되었던 다른 산화제로는 산화 은(I), 오존, 과황산나트륨이 있다.

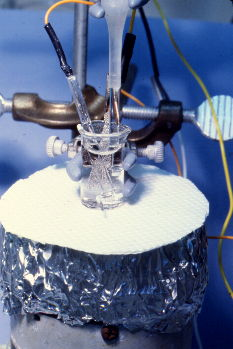
2M Na2CO3 용액 속의 아메리슘(III)
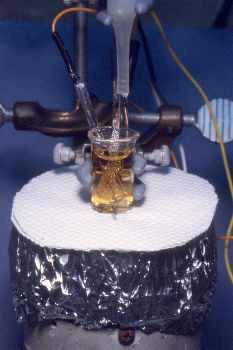
2M Na2CO3 용액 속의 아메리슘(IV)
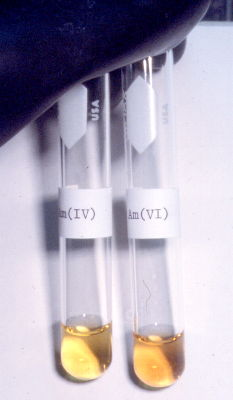
2M Na2CO3 용액 속의 아메리슘(IV)와 아메리슘(VI)

## 화합물

### 산화물
3개의 아메리슘 산화물이 알려져 있다. 각각 산화수는 +2 (AmO), +3 (Am2O3), +4 (AmO2)이다. 산화 아메리슘(II)는 매우 소량 제조되었으며, 상세하게는 특징지어지지 않았다. 산화 아메리슘(III)는 녹는점이 2205°C인 적갈색 고채이다. 산화 아메리슘(IV)는 거의 모든 용도로 사용되는 고체 아메리슘의 주요 형태이다. 대부분의 다른 악티늄족 원소 이산화물과 마찬가지로, 입방정계(형석) 결정 구조를 가진 검은 고체이다.
실온에서 진공 건조를 한 옥살산염 형태의 아메리슘(III)는 화학식 Am2(C2O4)3·7H2O을 가진다. 진공에서 가열을 하게 되면 240°C에서 물을 잃고 300 °C에서 AmO2로 분해되기 시작해, 약 470 °C에서 완료된다. 초기 옥실산염는 질산에 최대 용해도가 0.25 g/L이다.

### 할로젠화물
아메리슘의 할로겐화물은 +2, +3, +4의 산화수가 알려져 있으며, 특히 용액에서 +3이 가장 안정하다.
| 산화 상태 | F                                   | Cl                           | Br                                  | I                                    |
| --------- | ----------------------------------- | ---------------------------- | ----------------------------------- | ------------------------------------ |
| +4        | 플루오린화 아메리슘(IV) AmF4 연분홍 |                              |                                     |                                      |
| +3        | 플루오린화 아메리슘(III) AmF3 분홍  | 염화 아메리슘(III) ACl3 분홍 | 브로민화 아메리슘(III) AmBr3 연노랑 | 아이오딘화 아메리슘(III) AmI3 연노랑 |
| +2        |                                     | 염화 아메리슘(II) AmCl2 검정 | 브로민화 아메리슘(II) AmBr2 검정    | 아이오딘화 아메리슘(II) Aml2 검정    |

나트륨 아말감과 함께 Am(III) 화합물을 환원시키면 검은색을 띄는 할로겐화물 AmCl2, AmBr2, AmI2의 Am(II)염이 생성된다. 이 염은 산소에 매우 민감하고 물 속에서 산화하여 수소를 방출하고 Am(III) 상태로 다시 전환한다. 각각의 격자 상수는 다음과 같다.
- AmCl2: 사방정계, a = 896.3±0.8 pm, b = 757.3±0.8 pm, c = 453.2±0.6 pm
- AmBr2: 정방정계, a = 1159.2±0.4 pm, c = 712.1±0.3 pm.[65] 또한 금속 아메리슘을 적절한 할로젠화 수은 HgX2와 반응시켜 제조할 수 있다. 여기서 X = Cl, Br 또는 I이다.[66]

{\displaystyle {\ce {{Am}+{\underset {mercury\ halide}{HgX2}}->[{} \atop 400-500^{\circ }{\ce {C}}]{AmX2}+{Hg}}}}
플루오린화 아메리슘(III) (AmF3)은 잘 용해되지 않으며 약산성 용액에서 Am3+와 플루오린화 이온과 반응하면 침전된다.
{\displaystyle {\ce {Am^3+ + 3F^- -> AmF3(v)}}}
플루오린화 아메리슘(IV) (AmF4)는 고체 플루오린화 아메리슘(III)을 플루오린 분자와 반응시켜 만들어 진다.
{\displaystyle {\ce {2AmF3 + F2 -> 2AmF4}}}
고체 4가 아메리슘 플루오린화물의 또 다른 형태는 KAmF5이다. 4가 아메리슘은 또한 수용액에서 관찰되었다. 이를 관찰하기 위해, 흑색 Am(OH)4를 15-M NH4F에 용해하여 0.01 M 만들었다. 제조된 붉은색 용액은 AmF4와 비슷하지만 다른 아메리슘의 산화 상태와는 다른 광학적 흡수 스펙트럼을 가지고 있었다. Am(IV) 용액을 90°C로 가열해도 불균형이나 감소는 일어나지 않았지만 Am(III)에서 느린 감소가 관찰되었으며 알파 입자에 의한 아메리슘의 자가 조사가 일어났다.
대부분의 아메리슘(III) 할로젠화물은 육방정계구조를 형성하며, 각 할로젠 사이의 색상과 구조는 약간 다르다. 아메리슘의 염화물(AmCl3)는 붉은 색을 띄며, 삼염화우라늄(UCl3)와 같은 구조(공간군: P63/m)를 가지고 있으며 715°C의 녹는점을 갖는다. 플루오린화물과 아이오딘화물은 각각 LaF3(공간군: 63/mmm)와 BiI3(공간군: R3)같은 구조를 갖고 있다. 브로민화물은 다른 할로젠화물과 다르게 PuBr3형태의 사방정계구조와 Cmcm 공간군을 가지고 있다. 삼염화아메리슘 육수화물(AmCl3·6H2O)결정은 이산화아메리슘을 염산에 용해시킨 후 액체를 증발시켜 제조할 수 있다. 이 결정은 흡습성을 가지며 황적색을 띄며 단사정계 구조를 지닌다.
AmVIO2X2, AmVO2X, AmIVOX2, AmIIIOX형태의 아메리슘 옥시할라이드는 해당 할로겐화 아메리슘을 산소 또는 Sb2O3와 반응시켜서 얻을 수 있다.  또한 AmOCl은 다음의 가수분해에 의해 생성될 수 있다.
{\displaystyle {\ce {AmCl3 + H2O -> AmOCl + 2HCl}}}

### 칼코제나이드와 프닉타이드
아메리슘의 알려진 칼코제나이드에는 황화물인 AmS2, 셀레늄화물 AmSe2와 Am3Se4, 텔루륨화물 Am2Te3과 AmTe2가 포함된다. AmX 유형의 아메리슘(243Am)의 프닉타이드는 인, 비소, 안티모니 및 비스무트 원소로 알려져 있다. 이는 등축정계 구조를 가진다.

### 규화물과 붕화물
규화 아메리슘과 “이규화 아메리슘”(명목상으로 AmSix, 이때 1.87 < x < 2.0)는 플루오린화 아메리슘을 규소와 진공에서 1050°C(AmSi)와 1150-1200°C(AmSix)에서 환원시켜서 얻어졌다. AmSi는 흑색의 고체로, LaSi와 동형의 사방정계 결정 구조를 가진다, AmSix는 밝은 은빛 광택과 정방정형의 결정 격자(공간군: I41/amd)를 가지고 있으며 PuSi2, ThSi2와 동형이다. 아메리슘 붕화물에는 AmB4와 AmB6가 있다. AmB4는 아메리슘의 산화물 또는 할로겐화물을 진공 또는 비활성 기체 속에서 이붕화 마그네슘과 가열해 얻을 수 있다.

### 유기금속화합물

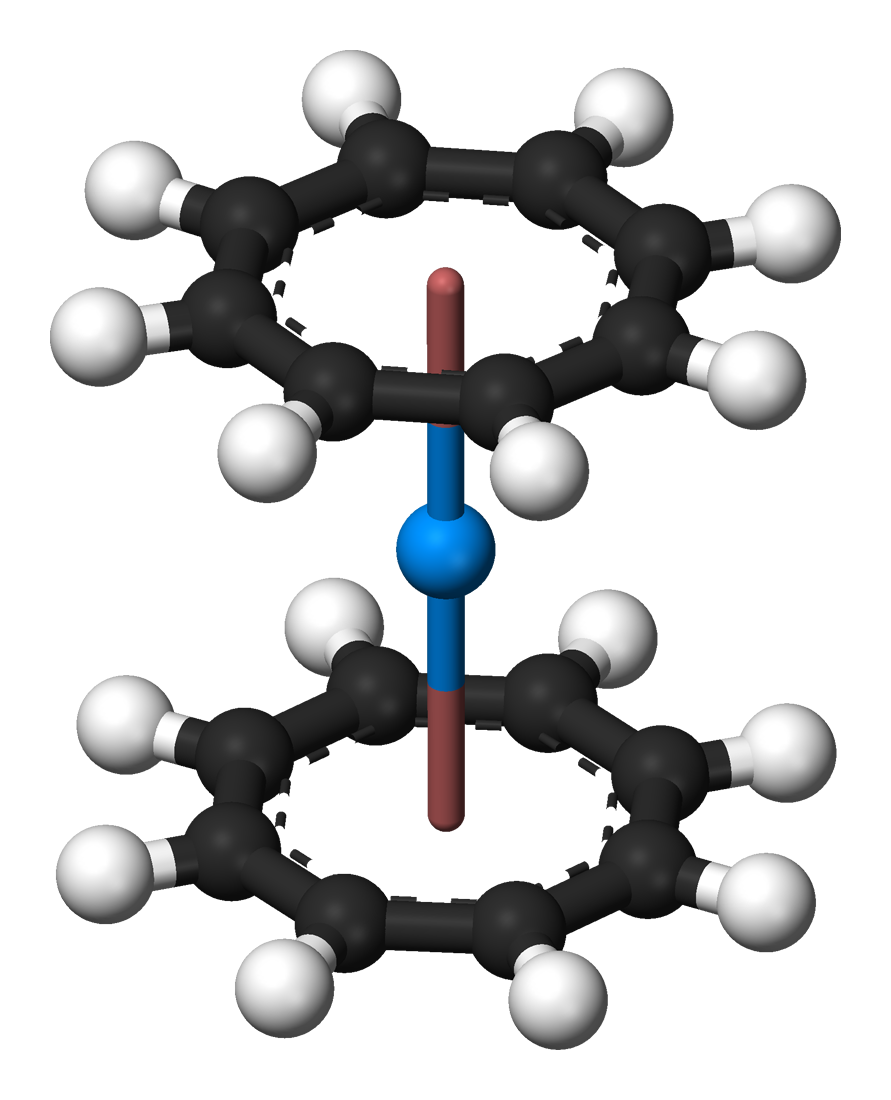
Amerocene의 구조는 다음과 같을 것이라 예상된다.

Uranocene(U(C8H8)2)과 유사하게, 아메리슘은 두개의 사이클로옥타테트라엔 리간드와 결합해 Amerocene(화학식: (η8-C8H8)2Am)을 이룬다. 사이클로펜타디에닐 복합체는 화학양론적으로 AmCp3일 가능성이 있다는 것으로 알려져 있다.
Am(n-C3H7-BTP)3 유형의 복합체(여기서 BTP는 2,6-di(1,2,4-triazin-3-yl)pyridine)의 형성은 n-C3H7-BTP 및 Am3+이온이 포함된 용액에서 발견됨은 EXAFS에 의해 확인되었다. 이러한 BTP형 복합체 중 일부는 아메리슘과 선택적으로 상호작용하기 때문에 란타넘족과 기타 악티늄족 원소들로부터 선택적으로 분리하는 데 유용하다.

## 생물학적 측면
아메리슘은 최근 기원의 인공 원소이기에 생물학적으로 요구되는 원소가 아니다. 이는 생명에 해롭다. 강과 하천에서 아메리슘과 다른 중금속을 제거하기 위해 박테리아를 사용하는 것이 제안되었썼다. 시트로박터 속의 장내세균과(엔테로박테리아과)는 수용액에서 아메리슘 이온을 침전시켜 세포벽에서 금속-인산 복합체에 결합시킨다. 박테리아와 균류에 의한 아메리슘의 생물 흡착 및 생물 축적에 대한 여러 연구가 보고되었다.

## 핵분열
동위원소 242mAm (반감기: 141년)은 열중성자 포획 단면적이 가장 크며(5,700반), 이는 지속적인 핵 연쇄 반응을 위한 작은 임계 질량을 초래한다. 노출된 아메리슘 구체의 임계 질량은 약 9~14kg이다(재료 특성에 대한 불충분한 지식으로 인한 불확실성이 있다.). 금속 반사경으로 3~5kg까지 낮출 수 있으며, 물 반사경으로는 더 낮출 수 있다. 이처럼 임계질량이 작으면 휴대용 핵무기에 유리하지만 242mAm을 기반으로 하는 핵무기는 희소성과 높은 가격 때문에 아직 알려진 것이 없다. 쉽게 구할 수 있는 다른 두 동위원소인 241Am과 243Am의 임계 질량은 상대적으로 높다. 241Am은 57.6에서 75.6kg 사이이고, 243Am은 209kg이다. 그래도 희소성과 높은 가격으로 인해 원자로에서 핵연료로 아메리슘을 사용하기 어렵게 한다.
242mAm을 20g밖에 사용하지 않는 소형 10-kW 고플럭스 원자로에 대한 제안이 있다. 이러한 저출력 원자로는 병원에서 방사선 치료를 위한 중성자 발생원으로 사용하기에 비교적 안전하다.

## 동위원소와 이성질핵
약 19개의 아메리슘 동위원소와 8개의 아메리슘 이성질핵이 알려져 있다. 반감기가 긴 동위원소는 두가지가 있다. 하나는 가장 안정적인 동위원소인 243Am으로 반감기가 7,370년이고, 다른 하나는 241Am으로 432.2년이라는 반감기를 갖는다. 가장 안정적인 이성질핵은 242m1Am으로 141년이라는 반감기를 갖는다. 나머지 동위원소와 이성질핵의 반감기는 짧으면 0.64 마이크로초(245m1Am)에서 길게는 50.8시간(240Am)에 불과한다. 다른 악티늄족 원소들과 비슷하게, 홀수 개의 중성자를 가진 아메리슘의 동위 원소는 비교적 높은 핵분열 속도와 낮은 임계 질량을 가지고 있다.
아메리슘-241은 237Np로 붕괴하며 5.486 MeV(85.2%) 이나 5.443 MeV(12.8%)정도의 에너지를 가진 5가지 다른 알파 입자를 방출한다. 결과 상태의 대부분이 준안정상태이기 때문에 26.3~158.5keV 사이의 불연속 에너지를 가진 감마선도 방출한다.
아메리슘-242는 16.02시간이라는 짧은 반감기를 가진 동위원소이다. 대부분(82.7%)은 베타 붕괴를 거쳐 242Cm으로 바뀌지만 전자 포획을 거쳐 242Pu가 되기도 한다(17.3%). 242Cm과 242Pu는 거의 동일한 붕괴사슬을 거쳐 238Pu를 통해 234U가 된다.
거의 대부분의 242m1Am(99.541%)은 내부 전환을 통해 242Am으로 바뀌며, 나머지(0.459%)는 알파 붕괴를 통해 238Np이 되다. 그리고 이는 그후에 238Pu를 거쳐 234U가 된다.
아메리슘-243은 알파 붕괴를 통해 239Np로 바뀌고, 이는 베타 붕괴로 239Pu가 되고, 239Pu는 알파 입자를 내보내며 235U가 된다.
| 동위원소와 이성질핵 | 반감기   | 붕괴 방식        |
| ------------------- | -------- | ---------------- |
| 231Am               | 30 s     | β+               |
| 232Am               | 79 s     | β+               |
| 233Am               | 3.2 min  | β+               |
| 234Am               | 2.32 min | 전자 포획        |
| 235Am               | 15 min   | 전자 포획, β+, α |
| 236Am               | 3.6 min  | β+               |
| 237Am               | 73 min   | 전자 포획, α     |
| 237mAm              | 5 ns     |                  |
| 238Am               | 98 min   | 전자 포획, β+    |
| 238mAm              | 35 μs    |                  |
| 239Am               | 11.9 h   | 전자 포획        |
| 239mAm              | 163 ns   |                  |
| 240Am               | 50.8 h   | 전자 포획        |
| 241Am               | 432.2 yr | α                |
| 241mAm              | 1.2 μs   |                  |
| 242Am               | 16.02 h  | 전자 포획, β-    |
| 242m1Am             | 141 yr   | 이성질핵 전이    |
| 242m2Am             | 14.0 ms  | 이성질핵 전이    |
| 243Am               | 7,370 yr | α                |
| 243mAm              | 5.5 μs   |                  |
| 244Am               | 10.1 h   | β-               |
| 244mAm              | 26 min   | β-               |
| 245Am               | 2.05 h   | β-               |
| 245mAm              | 0.64 μs  |                  |
| 246Am               | 39 min   | β-               |
| 246m1Am             | 25 min   | β-               |
| 246m2Am             | 73 μs    |                  |
| 247Am               | 23 min   | β-               |
| 248Am               | 3 min    | β-               |
| 249Am               | 1 min    | β-               |

## 용도

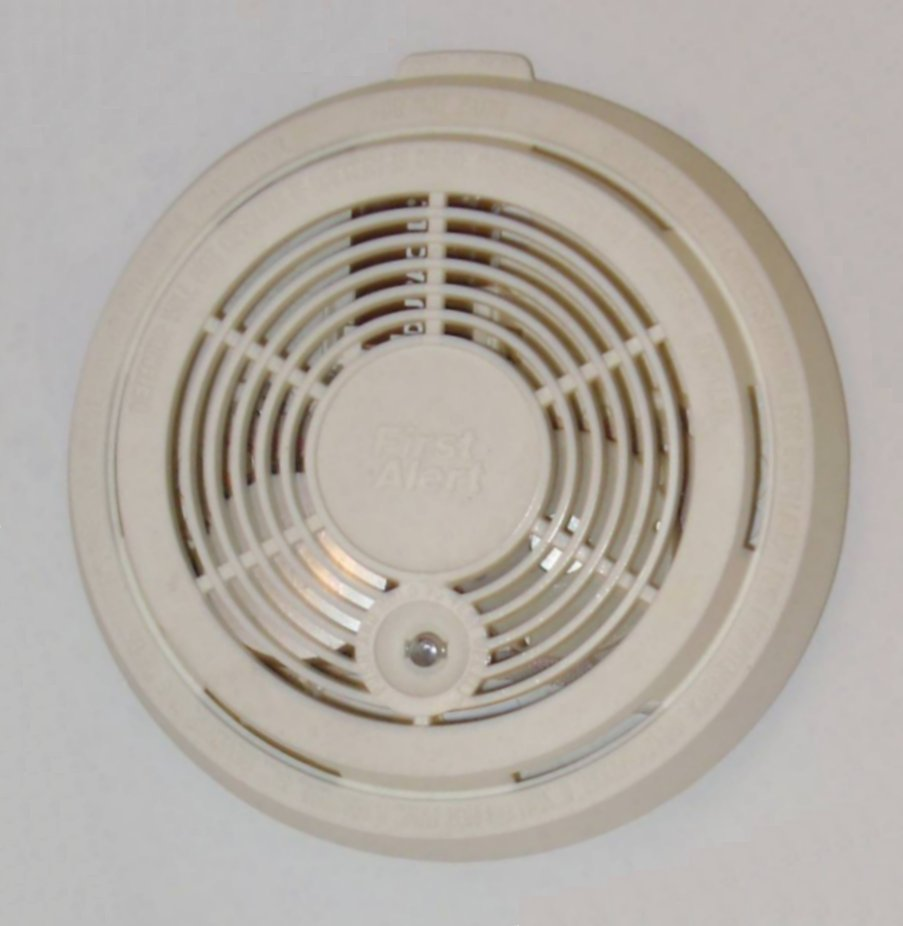
아메리슘이 포함된 연기감지기의 구조

### 이온화식 연기 감지기
아메리슘은 화재 경보기의 일종인 이온화식 연기 감지기에 이용되는데 이는 가정용으로 사용되는 감지기중 가장 흔히 볼 수 있다. 이산화 아메리슘 형태의 241Am를 방사선 붕괴원으로 사용한다. 이 아메리슘 동위원소는 226Ra보다 선호되는데, 이는 241Am이 이 라듐 동위원소보다 알파 입자를 5배 더 방출하고 사람에게 해로운 감마선을 적게 방출하기 때문이다.
일반적인 새 연기감지기에는 아메리슘 1마이크로퀴리 (37 kBq) 또는 0.29 μg가 들어있다. 이 양은 시간이 지날수록 아메리슘이 반감기가 더 긴(약 214만년) 237Np로 붕괴하며 줄어든다. 반감기가 432.2년인 이 아메리슘은 19년 뒤에는 약 3%, 32년 뒤에는 약 5%의 넵투늄이 포함된다. Am의 방사선 붕괴에서 나온 알파 입자가 2개의 전극 사이를 공기로 채운 이온화실을 통과하면 이에 의해 공기가 이온화되어 전극 사이에 작은 전류가 흐르게 된다. 연기가 이온화실에 들어가게 되면 연기가 알파입자를 흡수하여 공기가 이온화되는 정도가 줄어들게 되고, 이에 따라 전류의 세기가 변하면 경보음이 울리게 된다. 다른 종류의 연기 감지기인 광전식 연기 감지기에 비해 더 저렴하고, 광전식 연기 감지기의 빛을 차단하거나 반시시키지 않을 정도의 미세한 크기의 입자도 감지할 수 있다. 하지만 이온화식 연기 감지기는 오작동을 할 가능성이 더 높다.

### 방사성 동위 원소
241Am의 반감기(432.2년)는 238Pu의 반감기(87.7년)와 대략적으로 비슷하기 때문에 이를 우주선 등의 방사성 동위 원소 열전기 발전기(RTG)로 사용되는 것이 제안되었다. 아메리슘은 플루토늄에 비해 열과 전기를 덜 생산한다. 241Am의 전력 생산량은 114.7 mW/g이고, 243Am은 6.31 mW/g이다(238Pu는 390 mW/g). 그리고 중성자 방출에 의해 사람에게 더 위험하다. 하지만 유럽 우주국은 아메리슘을 우주 탐사선에 사용할 것을 고려하고 있다.
또 다른 우주 관련 아메리슘 적용 사례는 핵 추진력을 사용한 우주선 연료가 있다. 이는 몇 마이크로미터 두께의 호일으로도 유지가 가능한  242mAm의 매우 높은 핵분열 속도을 활용한다. 이런 얇은 두께는 방출된 방사선의 자가 흡수 문제를 방지한다. 이 문제는 표면에서만 알파 입자를 제공하는 우라늄 또는 플루토늄 봉에서 발생한다. 242mAm의 핵분열생성물은 우주선을 직접 추진하거나 추진 가스를 가열할 수 있다. 또한 에너지를 유체로 전달해 자기유체역학(MHD) 발전기를 통해 전기를 생성할 수도 있다.
242mAm의 높은 핵분열 속도를 사용하는 또 다른 제안은 핵 배터리이다. 이 배터리의 아메리슘은 알파 입자에 의해 방출되는 에너지가 아니라, 입자의 전하, 즉 자급하는 캐소드와 같은 역할을 한다. 이러한 배터리의 3.2kg 242mAm의 전하로는 80일 동안 약 140 kW의 전력을 제공할 수 있다. 모든 잠재적 이점에도 불구하고, 242mAm 이성질체의 희소성과 높은 가격에 의해 아직 활용되지 못하고 있다.
2019년에, 영국 국립원자력연구소와 레스터 대학의 연구자들은 아메리슘에 의해 생성된 열의 사용의 가능성을 설명하며 작은 전구를 켜는 것을 보였다. 이 기술은 태양 전지판이 작동하지 않는 성간 공간에서도 최대 400년 동안 임무를 수행하는 시스템을 할 수 있다.

### 중성자원
241Am 산화물과 압착된 베릴륨은 함께 매우 효율적인 중성자원을 만든다. 다음 반응에서 아메리슘은 알파입자 공급원 역할을 하며 베릴륨은 (α,n) 핵반응을 통해 중성자를 만든다.
{\displaystyle {\ce {^{241}_{95}Am -> ^{237}_{93}Np + ^{4}_{2}He + \gamma}}}
{\displaystyle {\ce {^{9}_{4}Be + ^{4}_{2}He -> ^{12}_{6}C + ^{1}_{0}n + \gamma}}}
241AmBe 중성자 공급원은 주로 중성자 프로브(Neutron Probe)에서 사용된다. 여기서 중성자 프로브는 흙에 포함된 물의 양을 측정하며 또한 고속도로 건설 중 품질 관리를 위한 습도 및 밀도를 측정하는 기계이다. 241Am 중성자 공급원은 검층과 중성자 구조 해석학, 컴퓨터 단층촬영을 비롯한 방사화학 연구에 사용된다.

### 다른 원소의 생산
아메리슘은 다른 초우라늄 원소와 초악티늄족 원소의 생산을 위한 시작 물질로 사용된다. 예를 들어 242Am의 82.7%는 242Cm로, 17.3%는 242Pu로 붕괴한다. 또한 원자로에서 242Am은 중성자 포획에 의해 243Am과 244Am으로 변환되며, 이는 베타 붕괴에 의해 244Cm로 변환된다.
{\displaystyle {\ce {^{243}_{95}Am ->[{\ce {(n,\gamma)}}] ^{244}_{95}Am ->[\beta^{-}][10.1 {\ce {h}}] ^{244}_{96}Cm}}}
12C 또는 22Ne 이온에 의한 241Am의 조사는 각각 247Es(아인슈타이늄)과 260Db(더브늄)을 생성한다. 버클륨(243Bk)은 버클리 그룹이 1949년에 241Am을 60인치 사이클로트론에서 알파 입자로 포격함으로써 처음으로 인공적으로 생산되고 확인되었다. 마찬가지로, 노벨륨은 1965년 러시아 두브나 공동 핵 연구소에서 15N의 243Am 조사를 포함한 다양한 반응을 통해 생성되었다. 또한 버클리와 두브나의 과학자들이 발견한 로렌슘 합성 반응 중 하나는 18O을 이용한 243Am의 폭격을 포함했다.

### 분광기
241Am은 여러 의료 및 산업 용도로 감마선과 알파 입자의 휴대용 공급원으로 사용된다. 이러한 공급원의 241Am에서 방출되는 59.5409keV 감마선 방출은 방사선 게이지와 방사선 밀도측정기 품질 관리뿐만 아니라 방사선촬영 및 X선 형광 분광학에서 물질의 간접적인 분석에 사용될 수 있다. 예시로 평평한 유리를 만드는 것을 돕기 위해 유리 두께를 측정하는 데 사용이 있다. 또한 241Am은 스펙트럼이 거의 하나의 피크이며 무시할 수 있는 Compton continuum(최소 3자리 더 낮은 강도)로 구성되어 있기 때문에 저에너지 범위에서 감마선 분광계의 교정에도 적합하다. 241Am 감마선은 갑상선 기능의 수동 진단에도 되었지만 이 의료 프로그램은 더 이상 사용되지 않는다.

## 건강과 안전
아메리슘과 그 화합물은 방사성이 높은 원소이기에 특별 절차를 걸친 적절한 실험실에서만 취급해야 한다. 대부분의 아메리슘 동위원소는 주로 대부분 물질의 얇은 층에 의해 차단될 수 있는 정도의 알파 입자를 방출하지만, 붕괴 생성물 중 다수는 차폐되기 어려운 감마선과 중성자를 방출한다.
아메리슘을 섭취하게 되면 대부분의 아메리슘은 며칠 내에 배설되며 혈액으로 흡수되는 비율은 0.05%에 불과하고 그 중 약 45%는 간으로, 45%는 뼈로, 나머지 10%는 몸 밖으로 배설된다. 간에 흡수되는 정도는 개인에 따라 다르며 나이에 비례한다. 뼈에서 아메리슘은 먼저 피질골 및 해면골 표면에 침착되고 시간이 지남에 따라 천천히 뼈 전체로 확산된다. 이에 따른 241Am의 반감기는 뼈에서 50년, 간에서 20년, 생식선에서는 영구적으로 남게 된다. 이 모든 기관에서 아메리슘은 방사능을 방출하여 이로 인해 암세포 형성을 촉진한다.
1994년 17살 데이비드 한(David Hahn)은 증식형 원자로를 건설하기 위해 약 100개의 연기 감지기에서 아메리슘을 추출한 사건이 있었다. 이와 같이 사람이 아메리슘에 노출된 사례가 몇 건 있었는데, 최악의 사건은 1970년 8월 30일에 화학기술자 해롤드 맥클러스키(Harold McCluskey)에게 일어났다. 당시 64세였던 맥클러스키(McCluskey)는 글러브 박스에서의 폭발 사고로 인해 최소 37MBq의 241Am에 노출되었다. 그는 이 사건과는 관련 없는 질병으로 75세의 나이로 사망했다.

#### 내용주
1. ↑  준안정 상태는 "m"으로 표시한다..

#### 참조주
1. ↑  Glenn T., Seaborg. “The Transuranium Elements”. 《Science》 104 (2704): 379-386. Bibcode:1946Sci...104..379S. doi:10.1126/science.104.2704.379. JSTOR 1675046. PMID 17842184.
2. ↑  Keith., Kostecka, (2008). 《Americium - from discovery to the smoke detector and beyond》.
3. ↑  “C&EN: IT'S ELEMENTAL: THE PERIODIC TABLE - AMERICIUM”. 2023년 1월 17일에 확인함.
4. ↑  Obituary of Dr. Leon Owen (Tom) Morgan (1919–2002), Retrieved 28 November 2010
5. ↑  Seaborg, G. T.; James, R.A. and Morgan, L. O.: "The New Element Americium (Atomic Number 95)", THIN PPR (National Nuclear Energy Series, Plutonium Project Record), Vol 14 B The Transuranium Elements: Research Papers, Paper No. 22.1, McGraw-Hill Book Co., Inc., New York, 1949. Abstract; Full text (January 1948), Retrieved 28 November 2010
6. ↑  K., Street; A., Ghiorso; G., Seaborg (1950). “The Isotopes of Americium”. 《Physical Review》 79 (3): 530. Bibcode:1950PhRv...79..530S. doi:10.1103/PhysRev.79.530.
7. 1 2  Greenwood, p. 1252
8. 1 2  Rachel Sheremeta, Pepling. “Chemical & Engineering News: It's Elemental: The Periodic Table – Americium”. 2010년 7월 7일에 확인함.
9. ↑  Robert E. Krebs (2006). 《The History and Use of Our Earth's Chemical Elements: A Reference Guide》 2번판. Greenwood Publishing Group. 322쪽. ISBN 978-0-313-33438-2.
10. 1 2 3 4  Audi, Georges; Bersillon, Olivier; Blachot, Jean; Wapstra, Aaldert Hendrik (1997). "The NUBASE evaluation of nuclear and decay properties" (PDF). Nuclear Physics A. 624 (1): 1–124. Bibcode:1997NuPhA.624....1A. doi:10.1016/S0375-9474(97)00482-X. Archived from the original (PDF) on 23 September 2008.
11. ↑  Seaborg, Glenn T. 미국 특허 3,156,523  "Element", Filing date: 23 August 1946, Issue date: 10 November 1964
12. 1 2  Edgar F., Westrum; Leroy, Eyring (1951). “The Preparation and Some Properties of Americium Metal”. 《Journal of the American Chemical Society》 73 (7): 3396. doi:10.1021/ja01151a116.
13. ↑  published, Rachel Ross (2017년 5월 23일). “Facts About Americium” (영어). 2023년 1월 18일에 확인함.
14. ↑  “www.rsc.org”. 《Americium - Element information, properties and uses | Periodic Table》. 2019년 8월 10일에 확인함.
15. ↑  P. R., Fields; M. H., Studier; H., Diamond; J. F., Mech; M. G., Inghram; Pyle, G. L.; C. M., Stevens; S., Fried; W. M., Manning (1956). “Transplutonium Elements in Thermonuclear Test Debris”. 《Physical Review》 102 (1): 180–182. Bibcode:1956PhRv..102..180F. doi:10.1103/PhysRev.102.180.
16. ↑  Mats, Eriksson (2002년 4월). 《On Weapons Plutonium in the Arctic Environment》 (PDF). Risø National Laboratory, Roskilde, Denmark: Lund University. 28쪽. 2008년 12월 18일에 원본 문서 (PDF)에서 보존된 문서. 2008년 11월 15일에 확인함.
17. 1 2  Human Health Fact Sheet on Americium 보관됨 16 7월 2011 - 웨이백 머신, Los Alamos National Laboratory, Retrieved 28 November 2010
18. ↑  Hoffmann, Klaus Kann man Gold machen? Gauner, Gaukler und Gelehrte. Aus der Geschichte der chemischen Elemente (Can you make gold? Crooks, clowns, and scholars. From the history of the chemical elements), Urania-Verlag, Leipzig, Jena, Berlin 1979, no ISBN, p. 233
19. ↑  Baetslé, L. Application of Partitioning/Transmutation of Radioactive Materials in Radioactive Waste Management 보관됨 26 4월 2005 - 웨이백 머신, Nuclear Research Centre of Belgium Sck/Cen, Mol, Belgium, September 2001, Retrieved 28 November 2010
20. ↑  Fioni, Gabriele; Cribier, Michel and Marie, Frédéric Can the minor actinide, americium-241, be transmuted by thermal neutrons? “보관된 사본”. 2007년 11월 11일에 원본 문서에서 보존된 문서. 2023년 1월 18일에 확인함., Department of Astrophysics, CEA/Saclay, Retrieved 28 November 2010
21. ↑  John, Emsley (2011). 《Nature's Building Blocks: An A-Z Guide to the Elements》 New판. New York, NY: Oxford University Press. ISBN 978-0-19-960563-7.
22. 1 2  Greenwood, p. 1262
23. 1 2  Smoke detectors and americium 보관됨 12 11월 2010 - 웨이백 머신, World Nuclear Association, January 2009, Retrieved 28 November 2010
24. ↑  Hammond C. R. "The elements" in Lide, D. R., 편집. (2005). 《CRC Handbook of Chemistry and Physics》 86판. Boca Raton (FL): CRC Press. ISBN 0-8493-0486-5.
25. ↑  H. J., Emeleus; A. G., Sharpe (1987). 《Advances in Inorganic Chemistry》. Academic Press. 2쪽. ISBN 978-0-08-057880-4.
26. ↑  BREDL Southern Anti-Plutonium Campaign, Blue Ridge Environmental Defense League, Retrieved 28 November 2010
27. ↑  Sasahara, A.;  외. (2004). “Neutron and Gamma Ray Source Evaluation of LWR High Burn-up UO2 and MOX Spent Fuels”. 《Journal of Nuclear Science and Technology》 41 (4): 448–456. doi:10.3327/jnst.41.448. article/200410/000020041004A0333355.php Abstract 보관됨 24 11월 2010 - 웨이백 머신
28. ↑  Penneman, pp. 34–48
29. ↑  M. J., Hudson. “The coordination chemistry of 1,2,4-triazinyl bipyridines with lanthanide(III) elements – implications for the partitioning of americium(III)”. 《Dalton Trans.》 (9): 1675–1685. doi:10.1039/b301178j.
30. ↑  Geist, A.;  외. “Actinide(III)/Lanthanide(III) Partitioning Using n-Pr-BTP as Extractant: Extraction Kinetics and Extraction Test in a Hollow Fiber Module” (PDF). 《6th Information Exchange Meeting on Actinide and Fission Product Partitioning and Transmutation》. 2015년 9월 24일에 원본 문서 (PDF)에서 보존된 문서. 2014년 5월 26일에 확인함.
31. ↑  C., Hill; D., Guillaneux; X., Hérès; N., Boubals; L., Ramain. “Sanex-BTP Process Development Studies” (PDF). 《Atalante 2000: Scientific Research on the Back-end of the Fuel Cycle for the 21st Century》. Commissariat à l'énergie atomique. 2012년 11월 15일에 원본 문서 (PDF)에서 보존된 문서.
32. ↑  A., Geist (2002년 10월 16일). “Effective Actinide(III)-Lanthanide(III) Separation in Miniature Hollow Fibre Modules” (PDF). 《7th Information Exchange Meeting on Actinide and Fission Product Partitioning and Transmutation》. OECD Nuclear Energy Agency. 2009년 9월 29일에 원본 문서 (PDF)에서 보존된 문서. 2007년 3월 17일에 확인함.
33. ↑  D.D., Ensor. “Separation Studies of f-Elements” (PDF). Tennessee Tech University. 2006년 9월 22일에 원본 문서 (PDF)에서 보존된 문서.
34. ↑  D., Magnusson; B., Christiansen; Geist, A. (2009). “Demonstration of a SANEX Process in Centrifugal Contactors using the CyMe4-BTBP Molecule on a Genuine Fuel Solution”. 《Solvent Extraction and Ion Exchange》 27 (2): 97. doi:10.1080/07366290802672204.
35. ↑  Penneman, p. 25
36. 1 2 3  Gmelin Handbook of Inorganic Chemistry, System No. 71, transuranics, Part B 1, pp. 57–67.
37. 1 2  Penneman, p. 3
38. 1 2  W., Wade; T., Wolf. “Preparation and some properties of americium metal”. 《Journal of Inorganic and Nuclear Chemistry》 29 (10): 2577. doi:10.1016/0022-1902(67)80183-0.
39. 1 2  U., Benedict. “Study of actinide metals and actinide compounds under high pressures”. 《Journal of the Less Common Metals》 100: 153. doi:10.1016/0022-5088(84)90061-4.
40. 1 2 3 4  D. B., McWhan; B. B., Cunningham; J. C., Wallmann. “Crystal structure, thermal expansion and melting point of americium metal”. 《Journal of Inorganic and Nuclear Chemistry》 24 (9): 1025. doi:10.1016/0022-1902(62)80246-2.
41. ↑  D. A., Young (1991). 《Phase diagrams of the elements》. University of California Press. 226쪽. ISBN 978-0-520-91148-2.
42. ↑  U., Benedict; C., Dufour (1980). “Low temperature lattice expansion of americium dioxide”. 《Physica B+C》 102 (1): 303. Bibcode:1980PhyBC.102..303B. doi:10.1016/0378-4363(80)90178-3.
43. 1 2  Young, D. A. (1991). Phase diagrams of the elements. University of California Press. p. 226. ISBN 978-0-520-91148-2.
44. ↑  B., Kanellakopulos; A., Blaise; J. M., Fournier; W., Müller (1975). “The magnetic susceptibility of Americium and curium metal”. 《Solid State Communications》 17 (6): 713. Bibcode:1975SSCom..17..713K. doi:10.1016/0038-1098(75)90392-0.
45. ↑  J. U., Mondal; D. L., Raschella; R. G., Haire; J. R., Petereson (1987). “The enthalpy of solution of 243Am metal and the standard enthalpy of formation of Am3+(aq)”. 《Thermochimica Acta》 116: 116. doi:10.1016/0040-6031(87)88183-2.
46. 1 2 3  Penneman, p. 4
47. ↑  Americium “보관된 사본”. 2019년 6월 9일에 원본 문서에서 보존된 문서. 2023년 1월 19일에 확인함., Das Periodensystem der Elemente für den Schulgebrauch (The periodic table of elements for schools) chemie-master.de (in German), Retrieved 28 November 2010
48. ↑  Greenwood, p. 1265
49. ↑  Penneman, pp. 10–14
50. 1 2  L. B., Asprey; R. A., Penneman. “First Observation of Aqueous Tetravalent Americium1”. 《Journal of the American Chemical Society》 83 (9): 2200. doi:10.1021/ja01470a040.
51. 1 2  J. S., Coleman; T. K., T. K.; L. H., Jones; W. T., Carnall; R. A., Penneman. “Preparation and Properties of Americium(VI) in Aqueous Carbonate Solutions”. 《Inorganic Chemistry》 2: 58. doi:10.1021/ic50005a017.
52. 1 2  L. B., Asprey; S. E., Stephanou; R. A., Penneman. “Hexavalent Americium”. 《Journal of the American Chemical Society》 73 (12): 5715. doi:10.1021/ja01156a065.
53. ↑  Wiberg, p. 1956
54. ↑  L. B., Werner; I., Perlman. “The Pentavalent State of Americium”. 《Journal of the American Chemical Society》 73: 495. doi:10.1021/ja01145a540.
55. ↑  G., Hall; T. L., Markin. “The self-reduction of americium(V) and (VI) and the disproportionation of americium(V) in aqueous solution”. 《Journal of Inorganic and Nuclear Chemistry》 4 (5–6): 296. doi:10.1016/0022-1902(57)80011-6.
56. ↑  James S., Coleman. “The Kinetics of the Disproportionation of Americium(V)”. 《Inorganic Chemistry》 2: 53. doi:10.1021/ic50005a016.
57. ↑  Greenwood, p. 1275
58. ↑  L. B., Asprey; S. E., Stephanou. “A New Valence State of Americium, Am(Vi)1”. 《Journal of the American Chemical Society》 72 (3): 1425. doi:10.1021/ja01159a528.
59. ↑  Y., Akimoto (1967). “A note on AmN and AmO”. 《Journal of Inorganic and Nuclear Chemistry》 29 (10): 2650–2652. doi:10.1016/0022-1902(67)80191-X.
60. ↑  Wiberg, p. 1972
61. ↑  Greenwood, p. 1267
62. ↑  Penneman, p. 5
63. 1 2  Wiberg, p. 1969
64. 1 2  L. B., Asprey; T. K., Keenan; F. H., Kruse (1965). “Crystal Structures of the Trifluorides, Trichlorides, Tribromides, and Triiodides of Americium and Curium”. 《Inorganic Chemistry》 4 (7): 985. doi:10.1021/ic50029a013.
65. ↑  R. D., Baybarz (1973). “The preparation and crystal structures of americium dichloride and dibromide”. 《Journal of Inorganic and Nuclear Chemistry》 35 (2): 483. doi:10.1016/0022-1902(73)80560-3.
66. 1 2  Greenwood, p. 1272
67. 1 2  L. B., Asprey (1954). “New Compounds of Quadrivalent Americium, AmF4, KAmF5”. 《Journal of the American Chemical Society》 76 (7): 2019. doi:10.1021/ja01636a094.
68. ↑  Greenwood, p. 1271
69. ↑  Penneman, p. 6
70. ↑  John H., Burns; Joseph Richard, Peterson. “Crystal structures of americium trichloride hexahydrate and berkelium trichloride hexahydrate”. 《Inorganic Chemistry》 10: 47. doi:10.1021/ic50095a029.
71. 1 2  D., Damien; J., Jove (1971). “Americium disulfide and diselenide”. 《Inorganic and Nuclear Chemistry Letters》 7 (7): 685. doi:10.1016/0020-1650(71)80055-7.
72. 1 2  J., Roddy (1974). “Americium metallides: AmAs, AmSb, AmBi, Am3Se4, and AmSe2”. 《Journal of Inorganic and Nuclear Chemistry》 36 (11): 2531. doi:10.1016/0022-1902(74)80466-5.
73. ↑  D., Damien (1972). “Americium tritelluride and ditelluride”. 《Inorganic and Nuclear Chemistry Letters》 8 (5): 501. doi:10.1016/0020-1650(72)80262-9.
74. ↑  J., Charvillat; D., Damien (1973). “Americium monoarsenide”. 《Inorganic and Nuclear Chemistry Letters》 9 (5): 559. doi:10.1016/0020-1650(73)80191-6.
75. ↑  F., Weigel; F., Wittmann; R., Marquart (1977). “Americium monosilicide and "disilicide"”. 《Journal of the Less Common Metals》 56: 47. doi:10.1016/0022-5088(77)90217-X.
76. ↑  Lupinetti, A. J. et al. 미국 특허 6,830,738  "Low-temperature synthesis of actinide tetraborides by solid-state metathesis reactions", Filed 4 Apr 2002, Issued 14 December 2004
77. ↑  Harry A., Eick; R. N. R., Mulford (1969). “Americium and neptunium borides”. 《Journal of Inorganic and Nuclear Chemistry》 31 (4): 371. doi:10.1016/0022-1902(69)80480-X.
78. ↑  Christoph, Elschenbroich (2008). 《Organometallchemie》. Vieweg+teubner Verlag. 589쪽. ISBN 978-3-8351-0167-8.
79. ↑  Thomas E., Albrecht-Schmitt (2008). 《Organometallic and Coordination Chemistry of the Actinides》. Springer. 8쪽. ISBN 978-3-540-77836-3.
80. ↑  Michał S., Dutkiewicz; Christos, Apostolidis; Olaf, Walter; Polly L., Arnold (2017) [30 January 2017]. “Reduction chemistry of neptunium cyclopentadienide complexes: from structure to understanding”. 《Chemical Science》 (8): 2553–61. doi:10.1039/C7SC00034K. PMC 5431675. PMID 28553487.
81. ↑  Denise, Girnt; Peter W., Roesky; Andreas, Geist (2010). “6-(3,5-Dimethyl-1H-pyrazol-1-yl)-2,2'-bipyridine as Ligand for Actinide(III)/Lanthanide(III) Separation” (PDF). 《Inorganic Chemistry》 49 (20): 9627–35. doi:10.1021/ic101309j. PMID 20849125. 2022년 1월 17일에 원본 문서 (PDF)에서 보존된 문서. 2023년 1월 26일에 확인함.
82. ↑  Toeniskoetter, Steve; Dommer, Jennifer and Dodge, Tony The Biochemical Periodic Tables – Americium, University of Minnesota, Retrieved 28 November 2010
83. ↑  C.J., Dodge (1998). “Role of Microbes as Biocolloids in the Transport of Actinides from a Deep Underground Radioactive Waste Repository”. 《Radiochim. Acta》 82: 347–354. doi:10.1524/ract.1998.82.special-issue.347.
84. ↑  L. E., MacAskie; B. C., Jeong (1994). “Enzymically accelerated biomineralization of heavy metals: application to the removal of americium and plutonium from aqueous flows”. 《FEMS Microbiology Reviews》 14 (4): 351–67. doi:10.1111/j.1574-6976.1994.tb00109.x. PMID 7917422.
85. ↑  E. A., Wurtz; T. H., Sibley; W. R., Schell (1986). “Interactions of Escherichia coli and marine bacteria with 241Am in laboratory cultures”. 《Health Physics》 50 (1): 79–88. doi:10.1097/00004032-198601000-00007. PMID 3511007.
86. ↑  A. J., Francis (1998). “Role of Bacteria as Biocolloids in the Transport of Actinides from a Deep Underground Radioactive Waste Repository”. 《Radiochimica Acta》 82: 347–354. doi:10.1524/ract.1998.82.special-issue.347. OSTI 2439.
87. ↑  N., Liu; Y., Yang; S., Luo; T., Zhang; J., Jin; J., Liao; X., Hua (2002). “2002Biosorption of 241Am by Rhizopus arrihizus: preliminary investigation and evaluation”. 《Applied Radiation and Isotopes》 57 (2): 139–43. doi:10.1016/s0969-8043(02)00076-3. PMID 12150270.
88. ↑  Pfennig, G.; Klewe-Nebenius, H and Seelmann Eggebert, W. (Eds.): Karlsruhe nuclide, 7 Edition 2006.
89. ↑  Dias, H.; Tancock, N.; Clayton, A. (2003). “Critical Mass Calculations for 241Am, 242mAm and 243Am” (PDF). 《Nippon Genshiryoku Kenkyujo JAERI》: 618–623. 2011년 7월 22일에 원본 문서 (PDF)에서 보존된 문서. Abstract 보관됨 13 3월 2012 - 웨이백 머신
90. ↑  Institut de Radioprotection et de Sûreté Nucléaire, "Evaluation of nuclear criticality safety data and limits for actinides in transport", p. 16.
91. ↑  Y., Ronen; M., Aboudy; D., Regev (2000). “A novel method for energy production using 242mAm as a nuclear fuel”. 《Nuclear Technology》 129 (3): 407–417. Bibcode:2000NucTe.129..407R. doi:10.13182/nt00-a3071.
92. ↑  Y., Ronen; M., Aboudy; D., Regev (2001). “Homogeneous 242mAm-Fueled Reactor for Neutron Capture Therapy”. 《Nuclear Science and Engineering》 138 (3): 295–304. Bibcode:2001NSE...138..295R. doi:10.13182/nse01-a2215. OSTI 20804726.
93. ↑  Christian, Klinck. “α-decay of 241Am. Theory – A lecture course on radioactivity”. University of Technology Kaiserslautern. 2011년 7월 6일에 원본 문서에서 보존된 문서. 2010년 11월 28일에 확인함.
94. ↑  “Smoke Detectors and Americium”, 《Nuclear Issues Briefing Paper》 35, May 2002, 2002년 9월 11일에 원본 문서에서 보존된 문서, 2015년 8월 26일에 확인함
95. ↑  Residential Smoke Alarm Performance, Thomas Cleary. Building and Fire Research Laboratory, National Institute of Standards and Technology; UL Smoke and Fire Dynamics Seminar. November 2007
96. ↑  Bukowski, R. W. et al. (2007) Performance of Home Smoke Alarms Analysis of the Response of Several Available Technologies in Residential Fire Settings 보관됨 22 8월 2010 - 웨이백 머신, NIST Technical Note 1455-1
97. ↑  “Smoke detectors and americium-241 fact sheet” (PDF). Canadian Nuclear Society. 2022년 10월 9일에 원본 문서 (PDF)에서 보존된 문서. 2009년 8월 31일에 확인함.
98. ↑  Gerberding, Julie Louise (2004). “Toxicological Profile For Americium” (PDF). United States Department of Health and Human Services/Agency for Toxic Substances and Disease Registry. 2009년 9월 6일에 원본 문서 (PDF)에서 보존된 문서. 2009년 8월 29일에 확인함.
99. 1 2  Basic elements of static RTGs 보관됨 15 2월 2013 - 웨이백 머신, G.L. Kulcinski, NEEP 602 Course Notes (Spring 2000), Nuclear Power in Space, University of Wisconsin Fusion Technology Institute (see last page)
100. ↑  Space agencies tackle waning plutonium stockpiles, Spaceflight now, 9 July 2010
101. ↑  “Extremely Efficient Nuclear Fuel Could Take Man To Mars in Just Two Weeks”. 《ScienceDaily》. 2001년 1월 3일. 2007년 11월 22일에 확인함.
102. ↑  Kammash, T.;  외. (1993년 1월 10일). 〈An americium-fueled gas core nuclear rocket〉 (PDF). 《AIP Conf. Proc.》. Tenth symposium on space nuclear power and propulsion. 585–589쪽. doi:10.1063/1.43073. hdl:2027.42/87734.
103. 1 2  Y., Ronen; E., Shwageraus (2000). “Ultra-thin 242mAm fuel elements in nuclear reactors”. 《Nuclear Instruments and Methods in Physics Research Section A: Accelerators, Spectrometers, Detectors and Associated Equipment》 455 (2): 442. Bibcode:2000NIMPA.455..442R. doi:10.1016/S0168-9002(00)00506-4.
104. ↑  Genuth, Iddo Americium Power Source 보관됨 7 5월 2010 - 웨이백 머신, The Future of Things, 3 October 2006, Retrieved 28 November 2010
105. ↑  “National Nuclear Laboratory”. 《UK scientists generate electricity from rare element to power future space missions》. 2019년 5월 3일.
106. ↑  “Rare element could power distant space missions”. 《E&T Engineering and Technology》 (Institution of Engineering and Technology). 2019년 5월 3일. 2019년 5월 3일에 확인함.
107. 1 2  Harry H., Binder (1999). 《Lexikon der chemischen Elemente: das Periodensystem in Fakten, Zahlen und Daten : mit 96 Abbildungen und vielen tabellarischen Zusammenstellungen》. Hirzel. ISBN 978-3-7776-0736-8.
108. ↑  Nuclear Data Viewer 2.4 보관됨 1 6월 2017 - 웨이백 머신, NNDC
109. ↑  Public Health Statement for Americium 보관됨 2012-03-15 - 웨이백 머신 Section 1.5., Agency for Toxic Substances and Disease Registry, April 2004, Retrieved 28 November 2010
110. ↑  Division of Environmental Health, Office of Radiation Protection (2002년 11월). “Fact Sheet # 23. Americium-241” (PDF).
111. ↑  Frisch, Franz Crystal Clear, 100 x energy, Bibliographisches Institut AG, Mannheim 1977, ISBN 3-411-01704-X, p. 184
112. ↑  Ken Silverstein, The Radioactive Boy Scout: When a teenager attempts to build a breeder reactor. Harper's Magazine, November 1998